# Esporotricose
A esporotricose é uma micose provocada por fungos patogênicos do gênero Sporothrix, que afeta humanos e outros animais  . Geralmente afeta vasos linfáticos e pele (75%), mas também pode afetar pulmão, ossos, cérebro ou articulações. 

## Causa
Os fungos patogênicos do gênero Sporothrix são mais frequente em locais com clima temperado e úmido, onde o fungo encontra-se instalado na vegetação e entra no organismo através de rupturas na pele . Portanto, é uma doença ocupacional que pode atingir pessoas do campo que manipulam rosas, por exemplo.  É difundida por todos os continentes. 

## Sintomas

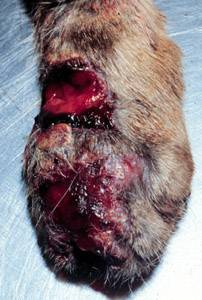
Esporotricose felina

Os sintomas dependem de qual ou quais órgãos foram afetados. Na forma cutânea, existem quatro tipos:
- Cutâneo localizada: Formação de ínguas, nódulos avermelhados que podem aparecer nos olhos e na boca.
- Cutâneo linfática: Caracterizada por nódulos que podem ferir e que depois formam um cordão duro que atinge os gânglios através dos vasos linfáticos. Também ocorrem ínguas.
- Cutâneo disseminada: Os nódulos se disseminam pela pele. É mais frequente em imunodeprimidos.
- Extracutâneas: Pode afetar como ossos, testículos, pulmões, articulações e o sistema nervoso e os sintomas dependem da área afeta, sendo similares ao de uma tuberculose quando afetam os pulmões e a similar a uma artrite infecciosa quando afetam ossos e articulações. Costumam estar associadas a febre, náusea e perda de peso [5].

## Epidemiologia
É comum em Ásia, África, Oceania e Américas, mas é rara na Europa. Geralmente afeta a pele das mãos ou antebraços de pessoas que trabalham com planta ou com terra ou de crianças que se ferem brincando em jardins ou parques.

## Tratamento
Iodeto de potássio (comprimidos de 3-6g por dia em adultos) é o medicamento de primeira escolha, além de antimicóticos como itraconazol (100-200mg por dia) por via oral por 3 a 6 meses.   Em caso de infecção disseminada ou sistêmica o tratamento com itraconazol ou anfotericina B dura 12 meses .